# Alaena kagera
Alaena kagera är en fjärilsart som beskrevs av Talbot 1935. Alaena kagera ingår i släktet Alaena och familjen juvelvingar. Inga underarter finns listade i Catalogue of Life.